# Sarcophaga talonata
Sarcophaga talonata är en tvåvingeart som beskrevs av Senior-white 1925. Sarcophaga talonata ingår i släktet Sarcophaga och familjen köttflugor.
Artens utbredningsområde är Sri Lanka. Inga underarter finns listade i Catalogue of Life.